# Jacques Gamblin
Jacques Gamblin (ur. 16 listopada 1957 w Granville) – francuski aktor filmowy, teatralny i telewizyjny, również dramaturg i reżyser teatralny.

## Życiorys
Po ukończeniu Centre Dramatique de Caen związał się z Théâtre National w Bretanii, gdzie wystąpił m.in. w spektaklu Rolanda Dubillarda Les Diablogues (2007). Spróbował także swoich sił jako reżyser teatralny, napisał scenariusze do dwóch sztuk: Handel wyrobów żelaznych (Quincaillerie) i Dotyk biodra (Le toucher de la hanche).
Po raz pierwszy na ekranie pojawił się w dramacie kryminalnym Diabelski pociąg (1984). Rola André Lemoine'a w komedii Pedał (1996) u boku Fanny Ardant przyniosła mu nominację do Cezara dla najlepszego aktora w roli drugoplanowej. Za kreację Jeana-Devaivre'a w dramacie wojennym Przepustka (2002) Bertranda Taverniera został uhonorowany Srebrnym Niedźwiedziem dla najlepszego aktora na 52. MFF w Berlinie.

## Wybrana filmografia

### Aktor
- 2018: Pałac Idealny (L'Incroyable historie du Facteur Cheval) jako Joseph Ferdinand Cheval
- 2016: Terapia gliniarza (Copothèrapie) jako Charles
- 2013: Ze wszystkich sił (De toutes nos forces) jako Paul Amblard
- 2013: Odliczanie (Le jour attendra) jako Victor
- 2006: Brygady Tygrysa (Les Brigades du Tigre) jako Jules Bonnot
- 2005: Piekło (L'enfer) jako Pierre
- 2004: Wyprawa po dziecko (Holy Lola) jako dr Pierre Ceyssac
- 2004: 25° C w zimie (25 degres en hiver) jako Miguel
- 2003: Dissonances jako Nat
- 2002: Przepustka (Laissez-passer) jako Jean-Devaivre
- 2002: Rzeźnie (Carnages) jako Jacques
- 1999: Dzieci bagien (Les enfants du marais) jako Garris
- 1999: Kolory kłamstwa (Au coeur du mensonge) jako René Sterne
- 1998: Doktor Akagi (Kanzo Sensei) jako Piet
- 1996: Pedał (Pédale douce) jako André Adrien Lemoine
- 1994: Wiedźmy z gór (Les Brouches) jako Pierre
- 1992: Historia piękna (La Belle histoire)
- 1990: Są dni i księżyce (Il y a des jours... et des lunes) jako mąż Caroliny
- 1984: Diabelski pociąg (Train d'enfer)